# Perfect Remedy
Perfect Remedy je devatenácté studiové album anglické rockové hudební skupiny Status Quo, vydané v roce 1989.

## Seznam skladeb
1. Little Dreamer (Rossi/Frost) 4:04
2. Not At All (Rossi/Frost) 2:54
3. Heart On Hold (Brown/Palmer) 3:36
4. Perfect Remedy (Rossi/Frost) 4:36
5. Address Book (Rossi/Frost) 3:37
6. The Power Of Rock (Parfitt/Williams/Rossi) 6:04
7. The Way I Am (Edwards/Rich/Paxman) 3:35
8. Tommy's In Love (Rossi/Frost) 3:01
9. Man Overboard (Parfitt/Williams) 4:29
10. Going Down For The First Time (Bown/Edwards) 4:00
11. Throw Her A Line (Rossi/Frost) 3:34
12. 1000 Years (Rossi/Frost) 3:31

### Bonusy na reedici v roce 2006
1. Gone Thru The Slips (Bown)
2. Rotten To The Bone (Rossi/Bown)
3. Doing It All For You (Parfitt/Williams)
4. Dirty Water (Live) (Rossi/Young)
5. The Power Of Rock (edited version) (Parfitt/Williams/Rossi)
6. The Anniversary Waltz Part One (Lee/Kind/Mack/Mendlesohn/Berry/Maresca/Bartholomew/King/Collins/Penniman/Hammer/Blackwell)

## Sestava
- Francis Rossi – zpěv, sólová kytara
- Rick Parfitt – zpěv, kytara
- John Edwards – baskytara
- Andy Bown – klávesy
- Jeff Rich – bicí